# Đèo Đá Đẽo
Đèo Đá Đẽo là đèo trên Đường Hồ Chí Minh ở ranh giới huyện Minh Hóa và huyện Bố Trạch tỉnh Quảng Bình 
Đèo Đá Đẽo dài 17 km. Đèo được Bộ Văn hóa, Thể thao và Du lịch xếp hạng là di tích lịch sử quốc gia năm 2010.

## Vị trí
Đèo Đá Đẽo nằm trên Đường Hồ Chí Minh ở ranh giới ba xã là xã Thượng Hóa huyện Minh Hóa và xã Xuân Trạch, Thượng Trạch huyện Bố Trạch, tỉnh Quảng Bình.

## Di tích lịch sử
Trước đây đoạn đường này thuộc quốc lộ 15A. Trong chiến tranh Việt Nam, quốc lộ 15A vượt qua vùng "cán soong" thì đèo Đá Đẽo là một trọng điểm bắn phá của quân đội Mỹ bằng máy bay và pháo từ tàu biển.
Hiện nay đèo Đá Đẽo là một trong 37 di tích của nhóm "Di tích lịch sử Đường Trường Sơn - Đường Hồ Chí Minh" được Chính phủ công nhận . Trên đỉnh đèo có bia Di tích Đèo Đá Đẽo với dòng chữ "Đèo Đá Đẽo, trọng điểm đánh phá ác liệt của không quân Mỹ từ năm 1965 - 1972" ghi nhớ lại thời kỳ chiến tranh ác liệt .